# ハビエル・オロスコ
ハビエル・アントニオ・オロスコ・ペニュエラス（スペイン語: Javier Antonio Orozco Peñuelas、1987年11月16日 - ）は、メキシコの元サッカー選手。元メキシコ代表。現役時代のポジションはFW。

## クラブ歴
クルス・アスルの下部組織出身。2005年にトップチームに昇格したが、クルス・アスル・イダルゴでもプレーを重ねた。2010-11シーズンのCONCACAFチャンピオンズリーグではレアル・ソルトレイク相手に4得点1アシストを記録したものの、試合は5-4での辛勝であった。
2013年にサントス・ラグナに移籍。2016年6月8日にチアパスFCにアペルトゥーラの間期限付き移籍。翌年はティブロネス・ロホス・デ・ベラクルスに期限付き移籍した。

## 代表歴
2010年9月の親善試合に臨むメキシコ代表に招集されたが、出場は無かった。翌月12日のベネズエラ代表戦で代表初出場。

## 家族
父のルイス・アントニオ・オロスコ、兄のルイス・アルベルト・オロスコもサッカー選手。
父が6歳の時にvete por las chuletas（金を取りに行け）と言っていた事から父はChuletaと呼ばれていた。そのために息子の彼もChuletita（小さなポークチョップ）と呼ばれるようになった。